# بيكساري
بيكساري أو Pyxari ( اليونانية: Πυξάρι ) هي صخرة في مجمع تكوينات الصخور ميتيورا في ثيساليا ، اليونان.  تقع صخرة بيكساري على الحافة الجنوبية الغربية لمجمع ميتيورا الصخري.

## الأديرة والمناسك
تحتوي الصخرة على كهوف تقع على المنحدرات، والتي كان يسكنها في السابق الزاهدون المسيحيون.
تم بناء دير القديس أنطونيوس في حوالي القرن الرابع عشر على الجانب الجنوبي من صخرة بيكساري. لم ينجُ من الدير سوى كنيسة صغيرة ، وهي تقع على مسافة قريبة إلى الشرق من دير القديس غريجوري.
خلية كونستانتيوس التاريخية (Cell of Constantius ) موجودة أيضا شمال شرق صخرة بيكساري.
تشمل الأديرة أو الملاجئ الأخرى في بيكساري ما يلي:
- Monastery of Chrysostomos

## اقرأ أيضا
- دير القديس أنطونيوس
- ميتيورا
- أدراختي صخرة